# Insulin-Rezeptor-Substrat
Das Insulin-Rezeptor-Substrat (IRSp53) (auch: brain-specific angiogenesis-inhibitor 1-associated protein 2 (BAP2), Gen-Name: BAIAP2) ist ein Strukturprotein in Wirbeltieren. Als zytoskeletaler Adapter bindet es gleichzeitig an membrangebundene kleine G-Proteine und zytoplasmatische Effektorproteine. Seine Anwesenheit ist notwendig bei der Reorganisation und Regulation des Aktin-Zytoskeletts sowie beim Wachstum von Neuriten und Filopodien.
Durch Bindung des IRS an eine Phosphortyrosin-Domäne des aktivierten Insulinrezeptors und Phosphorylierung des IRS durch die Kinaseaktivität des Rezeptors kommt es zur Bindung anderer Signaltransduktionsmoleküle am IRS. Das bedeutendste weitere Signaltransduktionsmolekül für die Wirkung des Insulins ist dabei die PI3-Kinase.